# Gomba (Pest)
Gomba es un pueblo húngaro perteneciente al distrito de Monor, condado de Pest.

## Superficie
Cuenta con una superficie de 39,71 km².

## Demografía
Hasta 2024 la población era de 3193 habitantes, con una densidad de población de 80,40 hab/km².
| Gráfica de evolución demográfica de Gomba entre 2020 y 2024 |
|                                                             |
| Datos según la Oficina Central de Estadística de Hungría.   |